# Козари

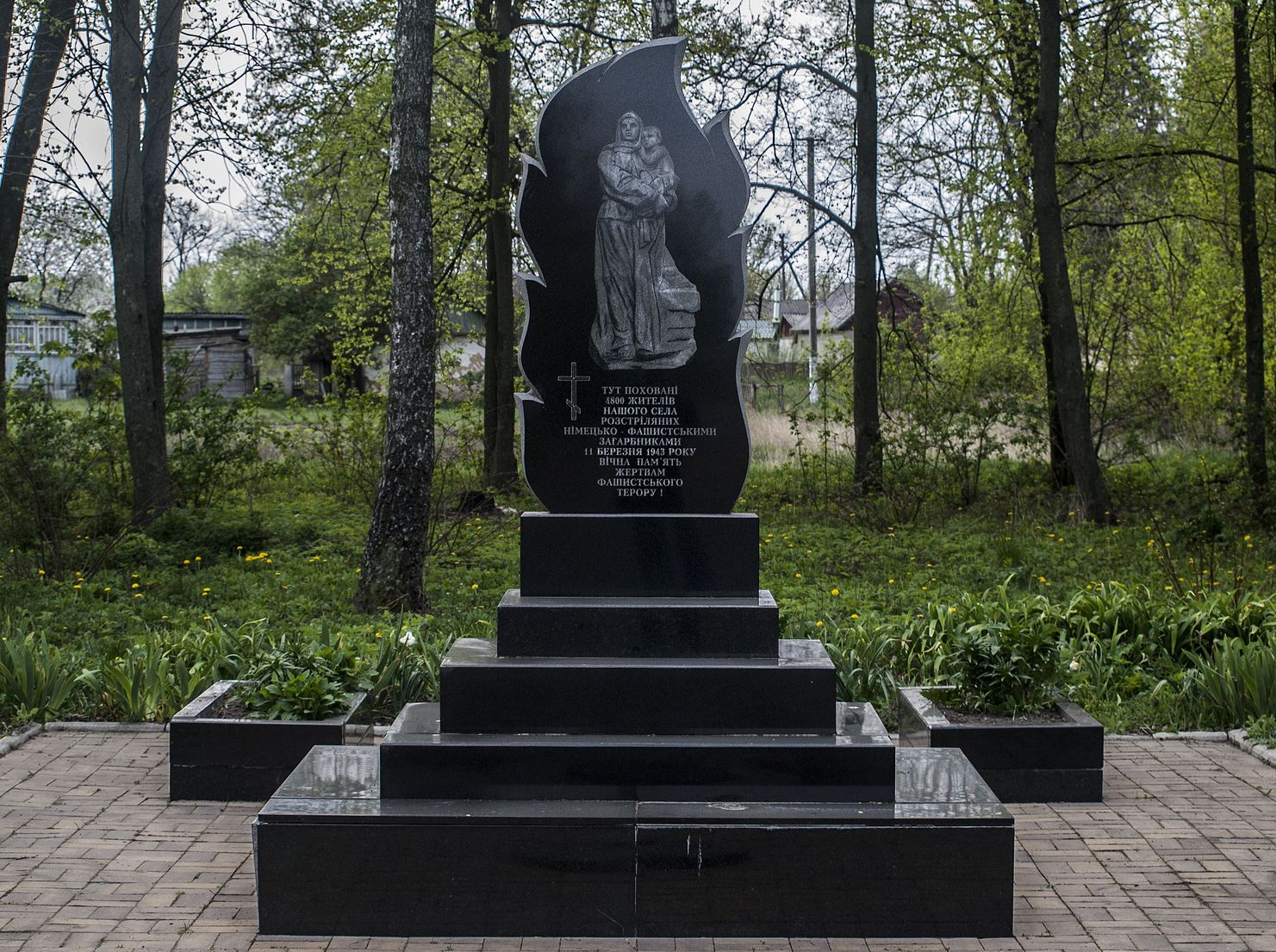

Козари́ — село в Україні, у Носівській міській громаді Ніжинського району Чернігівської області. Населення становить 442 особи. Орган місцевого самоврядування — Носівська міська рада.
Північний куток села називають Люлівщина, південно-східний — Бондарі.

## Природа
Неподалік від села розташовані: ботанічний заказник «Козарська Дача» і ботанічна пам'ятка природи «Козарська Дача».

## Пам'ятки археології
Поблизу села розташована багатошарова пам'ятка археології. Займає мисоподібний виступ першої над заплавної тераси річки Остер. Культурні шари: трипілля, підкурганне трупо-покладення скіфського часу, гунський час. У 2001 р. експедицією Інспекції з охорони пам'яток історії та культури Управління культури Чернігівської облдержадміністрації було досліджено 2000 м² площі. Виявлено 20 ям округлої та овальної форми діаметром 1—1,8 м, що містили фрагменти кераміки софіївського типу етапу СІІ.

## Історія

### Давні часи
Населений пункт Kozar позначено на «Спеціальному та докладному плані України…» де Боплана (1650) та на пізніших мапах.

### Час німецької окупації
10 вересня 1941 року останні частини радянських військ, які відступали, пройшли через Козари, а в ніч на 11 вересня село було зайняте німцями. Першими загинули від рук німецьких військових голова сільради Гаврило Москалець, голова колгоспу Іван Харченко, начальник пошти Опанас Опанасенко та два лісничі.
У час німецької окупації між селами Ставиське та Козари радянські військовополонені проклали пряму дорогу, що проходить через ліс на півночі від теперішнього села Пилятин (до 1947 — Берков). Місцеві жителі називають її «німецька дорога».
11 березня 1943 року у відповідь на дії в околицях села радянських партизанів, село спалене німецьким каральним загоном, а майже всі люди, які на той час мешкали в селі, були знищені. Близько 6-ї години ранку, німці оточили село і почали розправу — 270 людей похилого віку, жінок і дітей були розстріляні в сільському клубі. У місцевій школі розстріляли понад 200 дітей разом з учителями.
Виконавець злочину: каральна експедиція СД, до складу якої входили німці, мадяри і близько 100 військовослужбовців чернігівського карального батальйону СД. Кількість загиблих — 3908 жителів. Повністю спалено 870 дворів селян і всі громадські об'єкти. Село фактично перестало існувати.

### Повоєнний час
В кінці 1950-х на трьох вулицях на околиці села побудувалися переселенці з села Бондарі (Козелецький район). Цей куток у Козарах з того часу називається — Бондарі.
1963 року до 20-их роковин Козарівської трагедії стараннями місцевих жителів збудували пам'ятник Матері. Невеличкий пам'ятник-нагадування про тисячі загиблих.
11 березня 2016 року в Козарах відкрили невеличкий пам'ятний знак усім, хто прийняв мученицьку смерть 73 роки тому.

## Музей
У селі діє Народний історико-краєзнавчий музей. У 2009 завідувачка музею, Лідія Федорівна Харченко удостоєна Почесної грамоти Кабінету Міністрів України за багаторічну і сумлінну працю, високий професіоналізм, значний особистий внесок у збереження пам'яток історії та культури, розвиток музейної справи.

## Видатні люди
- Гарасько Петро — кобзар
- Крупко Василь Олександрович (1960, Козари) — майстер спорту з легкої атлетики
- Крупко Петро Миколайович (1958) — український політик, у селі провів дитинство і шкільні роки.
- Лопата Андрій Іванович (1935—2013) — український літератор, автор двох книг, рідний брат художника і письменника Василя Лопати — 25 років працював директором Козарської восьмирічної, потім середньої школи. Помер і похований у Козарах.
- Пероганич Юрій Йосипович (1961) — громадський діяч, жив у Козарах у 1975—1977. У 1976 закінчив Козарську восьмирічну школу.
- Мушенок Віктор Васильович (1974); - відомий вітчизняний правознавець, доктор юридичних наук, професор, член Союзу юристів України, академік Академії адміністративно-правових наук, професор кафедри адміністративного права та процесу Навчально-наукового інститут права Київського національного університету імені Тараса Шевченка.